# Fehérfejű guán
A fehérfejű guán vagy trinidadi guán (Aburria pipile) a madarak osztályának tyúkalakúak (Galliformes) rendjébe és a hokkófélék (Cracidae) családjába tartozó faj.

## Rendszerezése
A fajt Joseph Franz von Jacquin osztrák természettudós írta le 1784-ben, a Crax nembe  Crax pipile néven. Besorolása vitatott, egyes szervezetek a  Pipile nembe helyezik Pipile pipile néven.

## Előfordulása
A Karib-térségben, Trinidad és Tobago északi részén honos. Természetes élőhelyei a szubtrópusi és trópusi síkvidéki és hegyi esőerdők, valamint szántóföldek és ültetvények. Az erdők lombkoronájának felső és középső részén él.

## Megjelenése
Testhossza 65–69 centiméter, testtömege 2500–3300 gramm. Karcsú testalkata, hosszú, nyaka, farka és lába van. Tollazatának nagy része sötétbarna. Feje fehér, kecses kis tollbóbitával. Torkán piros lebeny található.

## Életmódja
Kisebb csapatokban gyümölcsöket, rügyeket, leveleket és kisebb állatokat fogyasztanak a fák ágai között.

## Szaporodása
A fák sűrű lombja közé rakja gallyakból készített fészkét.

## Természetvédelmi helyzete
Az elterjedési területe nagy, egyedszáma 7 000 példány alatti és csökken. A Természetvédelmi Világszövetség Vörös listáján súlyosan veszélyeztetett fajként szerepel.